# 晓说
《晓说》，是中國大陸音樂人高曉松于2012年3月起开播的一款脱口秀讲坛节目，高曉松在節目中兼任导演、编剧與主持人。节目在每周星期五早8点于优酷网上更新播出，主要讲述历史、文化、社会等人文学科知识。节目名字是由著名公共知识分子韩寒命名，英文名取自高晓松。

## 播出时间
2012年3月起，每周星期五，每个月一个特别对话节目，邀请文化人座谈。

## 节目主持人
- 高晓松

## 第一季节目单
| - 01期 高晓松揭秘游戏规则 奥斯卡走下“神坛” - 02期 高晓松炮轰：汉人无音乐都怪老祖宗 - 03期 梦回青楼 爱与自由的温柔乡(上) - 04期 梦回青楼 爱与自由的温柔乡(下) - 05期 张学良观虎斗 旧电报还原军阀“宫心计” - 06期 揭秘史上最牛太监 郑和七下西洋开启大航海时代 - 07期 镖局—最后的江湖(上) - 08期 镖局—最后的江湖(下) - 09期 多如牛毛严酷无比 高晓松趣谈美国那些法 - 10期 高晓松现身说法 趣谈美国交规那些事 - 11期 揭秘我党历史上最危险的叛徒——顾顺章 - 12期 高晓松看病连遇怪事 揭秘美国社会毒瘤 - 13期 欧洲杯硝烟再起 “阴谋论”说赌球黑幕 - 14期 高晓松揭秘战争秘闻 朝鲜战争62年祭(上) - 15期 高晓松刨根问祖 揭秘欧洲列强恩仇录 - 16期 汉族独特文化第三篇 千年科举的功过与是非(上) - 17期 高晓松揭秘战争秘闻 朝鲜战争62年祭(下) - 18期 汉族独特文化第三篇 千年科举的功过与是非(下) - 19期 千年科举那些事 官场 - 20期 “晓说看美国”系列之《美国人与物》 - 21期 “晓说看美国”系列之《日裔步兵团的奋战》 - 22期 “晓说看美国”系列之人类精华犹太人(上) - 23期 大师照亮八十年代 - 24期 “晓说看美国”系列之人类精华犹太人(下) - 25期 “晓说看美国”系列之《两极分化的黑人》 - 26期 艺术北纬三十度 回忆印度(上) | - 27期 艺术北纬三十度 回忆印度(下) - 28期 “看美国”系列之《枪口下的美国》 - 29期 海上霸主航母(上) - 30期 海上霸主航母(下) - 31期 无比强大的美国工会 - 32期 抗战史上最悲壮一幕 淞沪战役(上) - 33期 抗战史上最悲壮一幕 淞沪战役(中) - 34期 政治也娱乐 美国大选（上） - 35期 政治也娱乐 美国大选（下） - 36期 “看美国”系列终极篇 血脉相连的美籍华人(一) - 37期 “看美国”系列终极篇 血脉相连的美籍华人(二) - 38期 “看美国”系列终极篇 血脉相连的美籍华人(三) - 39期 Top Gun浅谈我军新战机 - 40期 开国将帅授衔秘闻(一) - 41期 开国将帅授衔秘闻(二) - 42期 开国将帅授衔秘闻(三) - 43期 淞沪战役(下) 战火背后的内幕 - 44期 光阴的故事—华语乐坛三十年 - 45期 民国往事之才貌双全林徽因 - 46期 好莱坞启示录 - 47期 民国往事之刺客列传 - 48期 刺客列传之改变世界的刺客们 - 49期 民国往事之最美好的两天 - 50期 红色警戒中国邻国武力值大PK(上) - 51期 红色警戒中国邻国武力值大PK(下) - 52期 说说心里话（第一季完结） |

## 第二季节目单
《晓说》第二季于2013年4月5日首播，截至34期，总播放量突破1.4亿，集均播放量突破426万。第二季的主要内容倾向于讲述世界各地的人土风情，其中最受欢迎的是讲述日本的「东瀛日本」系列。此外，俄罗斯、美国、南极等系列节目也广受关注。

| - 第53期：“遥远”的新加坡(上) - 第54期：漫谈北京地名 - 第55期：南城北城看北京 - 第56期：趣谈古代婚姻制度(上) - 第57期：趣谈古代婚姻制度(下) - 第58期：八一八欧罗巴(一) - 第59期：八一八欧罗巴(二) - 第60期：八一八欧罗巴(三) - 第61期：八一八欧罗巴(四) - 第62期：八一八欧罗巴(五) - 第63期：美国的军人总统们(一) - 第64期：南洋大学血泪史 - 第65期：美国的军人总统们(二) - 第66期：八一八欧罗巴(六) - 第67期：美国的军人总统们(三) - 第68期：美国的军人总统们(四) - 第69期：八一八欧罗巴(七) - 第70期：漫谈中美警察制度(上) - 第71期：漫谈中美警察制度(下) - 第72期：铁马冰河山海关(上) - 第73期：铁马冰河山海关(下) - 第74期：东瀛日本(一) - 第75期：东瀛日本(二) - 第76期：东瀛日本(三) - 第77期：东瀛日本(四) - 第78期：东瀛日本(五) - 第79期：东瀛日本(六) - 第80期：美国政府停摆(上) - 第81期：美国政府停摆(下) - 第82期：东瀛日本(七) | - 第83期：东瀛日本(八) - 第84期：东瀛日本拾遗 - 第85期：妄人列传之蒙巴顿 - 第86期：妄人列传之康有为 - 第87期：莽莽俄罗斯(一) - 第88期：莽莽俄罗斯(二) - 第89期：莽莽俄罗斯(三) - 第90期：莽莽俄罗斯(四) - 第91期：莽莽俄罗斯(五) - 第92期：大航海时代(一) - 第93期：大航海时代(二) - 第94期：漫谈美国流行音乐 - 第95期：大航海时代(三) - 第96期：大航海时代(四) - 第97期：漫谈冬奥：傲慢与偏见 - 第98期：虎啸南天：对越反击战35周年 - 第99期：用力过猛时代之奥斯卡颁奖 - 第100期：中美娱乐业四大差距 - 第101期：阿根廷别哭泣 - 第102期：妄人列传之三：切·格瓦拉 - 第103期：土豪之家——迪拜（上） - 第104期：土豪之家——迪拜（下） - 第105期：王的爱情 中外君王敢爱史 - 第106期：普京的克里米亚（上） - 第107期：普京的克里米亚（下） - 第108期：中土世界新西兰（上） - 第109期：中土世界新西兰（下） - 第110期：上海大班（上） - 第111期：上海大班（下） - 第112期：高晓松致谢观众期待再见 |

## 晓说2017
2017年，在与爱奇艺合作节目《晓松奇谈》收官后的4个月后，2017年3月21日，高晓松在微博宣布回归优酷，开启录制《晓说2017》节目。这是《晓说》在停播三年之后的重新启动，也是高晓松身为阿里娱乐战略委员会主席与本家阿里巴巴重新合作。

### 节目单
《晓说2017》于2017年4月7日首播，又名《晓说 第三季》。

| - 第113期：漫谈颁奖季 - 第114期：攻陷好莱坞 - 第115期：《金瓶梅》--金莲和黛玉 - 第116期：《金瓶梅》--西门庆创业史 - 第117期：《金瓶梅》--国民老公现形记 - 第118期：朝花夕拾之回忆胶片时代 - 第119期：高晓松YY未来世界（上） - 第120期：高晓松YY未来世界（下）败给AlphaGo之后 - 第121期：金瓶梅拾遗（上）明朝那些事 - 第122期：金瓶梅拾遗（下） 明朝房市揭秘 - 第123期：一张唱片的诞生（上）那些弹琴少年 - 第124期：一张唱片的诞生（下）夏天快乐 - 第125期：鲁迅尾声（上）那些教科书没讲的事 - 第126期：鲁迅尾声（下）鲁郭茅巴老曹 - 第127期：拿破仑尾声（上）一份遗嘱引发的血案 - 第128期：拿破仑尾声（下）王者荣耀 - 第129期：三国梦之队（一）魏天时蜀地利吴人和 - 第130期：三国梦之队（二）连环劫 - 第131期：三国梦之队（三）谁是董事长 - 第132期：三国梦之队（四）十项全能CEO | - 第133期：三国梦之队（五）军师联盟 - 第134期：三国梦之队（六）军师的女人们 - 第135期：口述历史对谈马未都（上）老北京寻宝记 - 第136期：口述历史对谈马未都（下）京城旧事 - 第137期：三体（一）圣母和小镇青年 - 第138期：三体（二）黑暗森林 - 第139期：三体（三）死神永生 - 第140期：三体（四）人类挽歌 - 第141期: 欧洲尽头爱尔兰（一）好酒与好人 - 第142期: 欧洲尽头爱尔兰（二）老友记 - 第143期: 三国最美两女神 - 第144期: 美食演义（一）小麦的胜利 - 第145期: 美食演义（二）矮大紧的私房菜 - 第146期: 口述历史--与吴宇森谈谈女人 - 第147期: 欧洲尽头爱尔兰（三）与总统对谈 - 第148期: 欧洲尽头爱尔兰（四）当你老了 - 第149期: 口述历史--与徐克谈谈外星人 - 第150期: 口述历史--与冯小刚谈谈芳华（上） - 第151期: 口述历史--与成龙谈谈“黑社会” |

## 晓说2018
《晓说2018》于2018年1月5日在优酷首播，又名《晓说 第四季》。

### 节目单
| - 第152期: 口述历史：与吴秀波谈谈歌厅 - 第153期: 楼兰古国（上）大漠新娘 - 第154期: 楼兰古国（下）军粮军妓烽火台 - 第155期: 剑王与剑王：徐克和吴宇森谈谈兄弟情 - 第156期: 芳华过后：与冯小刚谈谈人生如戏 - 第157期: 欧洲尽头爱尔兰（五）打倒“帝国主义” - 第158期: 2018说说心里话 - 第159期: 美食演义（三）火锅王朝 - 第160期: 美食演义（四）烧烤、刺客、鱼 - 第161期: 口述历史：对谈樊建川（一）抗战记忆：子弹 毛毯与家书 - 第162期: 口述历史：对谈樊建川（二）中国占领军进驻日本 - 第163期: 口述历史：对谈樊建川（三）永别了 武器 - 第164期: 1919手工制造新世界（上）：复仇者联盟 - 第165期: 1919手工制造新世界（中）：西线无战事 - 第166期: 古代金融之一：货币物语 - 第167期: 古代金融之二：央妈传奇 - 第168期: 1919手工制造新世界（下）：绝地求生 - 第169期: 货币战争（上）：让白银飞 - 第170期: 货币战争（下）：头号玩家 - 第171期: 杂书馆收藏的时与光 - 第172期: 画花荷兰（一）：欧洲钱庄 - 第173期: 画花荷兰（二）：A货鼻祖 - 第174期: 画花荷兰（三）：罗曼蒂克消亡史 - 第175期: 世界杯小佐料：与黄健翔聊聊体育与外交 - 第176期: 欧洲红魔比利时：啤酒 撒尿 世界杯 - 第177期: 中国船长 第一次中西大对决 | - 第178期: 口述历史：妖怪姜文（上） - 第179期: 口述历史：妖怪姜文（下） - 第180期: 六年来的有些话今天讲 - 第181期: 郑成功1661（上）：剑指台湾 - 第182期: 郑成功1661（中）：飓风营救 - 第183期: 郑成功1661（下）：天佑中华 - 第184期: 对谈C罗：足球与生活 - 第185期: 丘吉尔尾声（上）：破产首相？ - 第186期: 丘吉尔尾声（下）：傲慢与偏见 - 第187期: 与克林顿聊聊51区和外星人 - 第188期: 最远的边疆阿拉斯加（一） 疯狂动物城 - 第189期: 最远的边疆阿拉斯加（二） 北冰洋奇遇 - 第190期: 对谈张艺谋（上）：电影的艺与谋 - 第191期: 对谈张艺谋（下）：演员的诞生 - 第192期: 最远的边疆阿拉斯加（三）野性的呼唤 - 第193期: 最远的边疆阿拉斯加（四）勇敢者游戏 - 第194期: 长安穿越指南（一）：喝酒 吃饭 逛花楼 - 第195期: 长安穿越指南（二）：洗剪吹与黑暗料理 - 第196期: 长安穿越指南（三）：胡姬 游侠 昆仑奴 - 第197期: 与史航聊聊金庸（上）：江湖再见 - 第198期: 与史航聊聊金庸（下）：堂吉诃德的江湖 - 第199期: 欧洲源头希腊（一）低能国家与高能国家 - 第200期: 欧洲源头希腊（二）民主城邦与独裁船长 - 第201期: 欧洲源头希腊（三）我的盛大希腊婚礼 - 第202期: 三沙行（上）：南海之歌 |

## 晓说2019

### 节目单
| - 第203期：一场没有“诗和远方”全是苟且的演讲 - 第204期：对谈麦家：小径分叉的文学花园 - 第205期：大女主与大导演 - 第206期：2019与韩寒谈谈（上）：三重门外 - 第207期：对谈刘慈欣：科幻的本质是用想象延展人生 - 第208期：2019与韩寒谈谈（下）：我所理解的生活 - 第209期：希腊神话与哲学（上）：香艳 宫斗与奢侈品牌 - 第210期：希腊神话与哲学（下）：坑爹富二代与杠精哲学家 - 第211期：奥斯卡的绿皮书 | - 第212期：郎朗的乾坤 - 第213期：扒一扒东洋史（上）：敌在本能寺 - 第214期：扒一扒东洋史（下）：被包装的东洋文化 - 第215期：对谈岩井俊二：一封情书 - 第216期：明朝这些事儿（上）：福建版“百年孤独” - 第217期：明朝这些事儿（下）：抗倭疑云 - 第218期：三沙行（下）： 南海风云 - 第219期：最后一期：谢谢各位 |

## 收视率
节目获得观众的欢迎，在节目播出到第四期的时候，播放次数超过1000万次。
《晓说2017》从开播到收官日已经获得5亿播放量。